# Oecetis scorpius
Oecetis scorpius is een schietmot uit de familie Leptoceridae. De soort komt voor in het Afrotropisch gebied.